# 莱茵-普法尔茨县
莱茵-普法尔茨县（德語：Rhein-Pfalz-Kreis）是德国莱茵兰-普法尔茨州东南部的一个县，首府路德维希港。

## 地理
莱茵-普法尔茨县与沃尔姆斯市、贝格施特拉瑟县、弗兰肯塔尔市、路德维希港市、曼海姆市、莱茵-内卡县、施派尔市、卡尔斯鲁厄县、盖默斯海姆县、南魏恩施特拉瑟县和巴特迪克海姆县相邻。